# Sauro Donati
Sauro Donati, né en 1959, est un astronome amateur italien.

## Biographie
Le Centre des planètes mineures le crédite de la découverte de vingt-deux astéroïdes, découvertes effectuées entre 1998 et 2000, dont une avec la collaboration de Matteo Santangelo.
L'astéroïde (69977) Saurodonati lui est dédié.

## Astéroïdes découverts
| (15497) Lucca           | 23 février 1999   |
| (21891) Andreabocelli   | 1er novembre 1999 |
| (22903) Georgeclooney   | 14 octobre 1999   |
| (27184) Ciabattari      | 8 février 1999    |
| (49469) Emilianomazzoni | 15 janvier 1999   |
| (79900) Coreglia        | 21 janvier 1999   |
| (103966) Luni           | 28 février 2000   |